# 谁是新中国
《谁是新中国：中國現代史辨》（Which is the New China: Distinguishing between Right and Wrong in Modern Chinese History）是旅居美國的華人作家辛灏年的一本历史学和政治學著作。

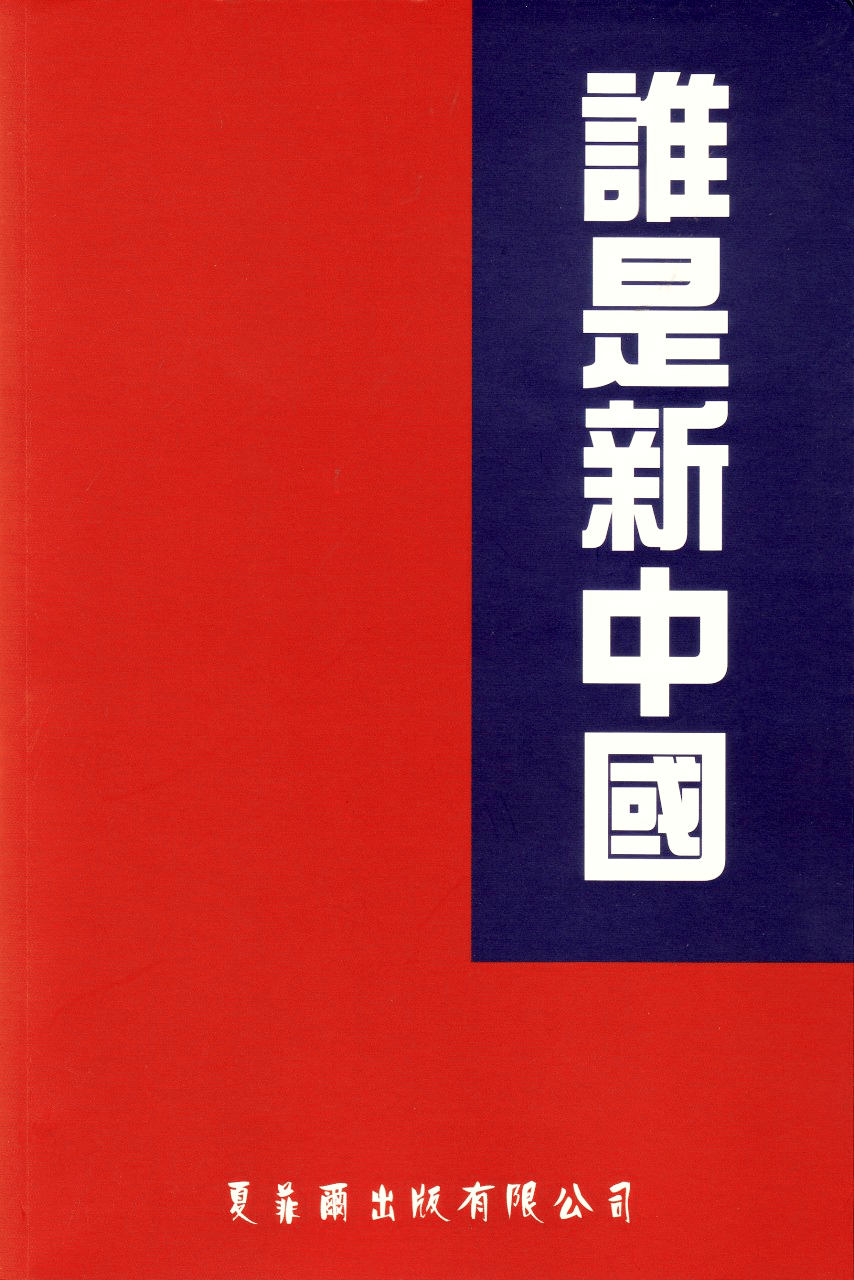
谁是新中国，2012年版

## 內容簡介
本书分为导论、上卷、下卷以及总结。:186-187该书试图辨析自辛亥革命以来的中国现代史，分析了中共的“历史错误”，提出中华人民共和国乃是专制制度的复辟，中华民国才代表了中国走向共和之路。书中导论引用了英国、法国等西方发达国家在民主革命的过程中“革命——复辟——再革命”的例子，試圖说明：中共統治是中國民主革命過程中的「逆流」，中華人民共和國是一场專制的復辟，中國歷史的发展趨向仍是民主，「專制復辟」必將「隨著中國大陸人民對於民主和自由的不懈追求，而最終地土崩瓦解。」:190
本书上卷对中国国民党的历史进行辩护及澄清，认为國民黨不是中共所称的“反动派”，因为國民黨一百年來做了六件大事：一、推翻帝制，創造共和。二、反對残余的專制势力復辟，完成北伐，統一中國。三、領導抗戰，廢除一切不平等條約，成为聯合國創始會員國。四、确立民主憲政體制，頒布中華民國憲法。五、堅持反共，維護中華民國。六、在臺灣推行民主憲政，实现中國歷史上未曾有過的民主繁榮。作者反问：“一個政黨，在百年中做了六件大事。”“那麼，這個政黨還是反動的嗎？還是一定要打倒的嗎？”:189
本书下卷对中国共产党的革命与历史展开批判，认为：一、中共以共产革命破壞和背叛中國民主革命。 二、中共受苏联指挥，公开叛亂、叛國。 三、中共假言抗日以圖存，借口抗日以擴張。 四、中共以革命的名義發動內戰。 五、中國共產黨全面復辟專制制度。 六、中國大陸现况是晚清政局的重現和極端發展。 :189-190

## 出版發行
据辛灏年自述，他在1994年出国时，为了避免过海关时被安检人员发现，将资料零散抄在四本大书的字里行间，并用写好的书稿包装礼物和一些带走的东西。
该书于1999年由美国蓝天出版社（Blue Sky Publishing House）首印，2012年6月由香港夏菲爾國際出版公司再版。黄花岗杂志社网站发布此书的网络版本。目前由于政治因素，仅在中国大陆以外地区发行。
- 《誰是新中國：中國現代史辨》 美国蓝天出版社, 1999, ISBN 0966609506；夏菲爾出版，2012，ISBN 9789881589354

中華人民共和國政府把《誰是新中國》列為禁書，其屬下官方媒體光明網曾發文批評《誰是新中國》，在大陸地區只能在地下暗中出售。

## 評價
该书与中国共產党官方史观相左，受到反中共人士的欢迎。但反对该书者认为其内容有过度粉饰蔣中正与1949年之前的国民政府之嫌。
前中国国民党党史会会长李云汉评价：“這樣的著作，不來自臺灣，而出自中共統治下大陸青年學人之手，能不令中國國民黨人於欣慰中，感到愧疚而深刻的反省！”:190
前独立中文笔会会长郑义评价：这是一部冷静沉着的著作。:18该书在现实政治中具有巨大的颠覆性，但挑战中共统治并非辛灏年写作的本意。:18写作忌讳立场先行，但辛灏年原是为写作小说而研究历史，他最终得出书中的学术成果乃意料之外。:19

## 參看
- 新舊中國

## 外部連結
- 《谁是新中国》全書線上閱讀、影印版電子書 （页面存档备份，存于）

- 視頻：辛灝年和他的《誰是新中國》 （页面存档备份，存于）